# المرج (العراق)
المرج (بالسريانية: ܣܘܪܝܝܐ مرگا) منطقة تاريخية تقع حاليا شمال شرق العراق قرب الحدود مع تركيا.

## أصل التسمية
مركا لفظة آرامية تعني المرج، وسميت كذلك نظراً لطبيعتها الجبلية وانتشار السهول والوديان الخضراء بها.

## الموقع والخصائص الجغرافية
أطلق اسم مركا على المنطقة التي تشكل مثلثاً متساوي الساقين، قاعدته نحو الشمال في سلسلة جبال العقرة، ورأسه نحو الجنوب عند ملتقى نهر الزاب الكبير بالخازر. ويحد هذه المنطقة من الشرق نهر الزاب الكبير ومن الغرب نهر الخازر ورافده نهر الكومل، والاسم مشتق من تربة المنطقة الخصبة والغزيرة المياه. ولقد أخذ الجغرافيون العرب هذه اللفظة وأضافوا إليها قرائن تميزها عن غيرها من المناطق المسماة بهذا الاسم، فدعوا هذه المنطقة مرج الموصل أو مرج أبي عبيدة.
تقع المركا على الحدود بين شمال شرق العراق وجنوب شرق تركيا في واد تحيط به الجبال من الجانبين على ضفة نهر الخابور. كانت المنطقة غنية بأشجار الجوز والبطم. وكان يوجد فيها عين ماء غزيرة تعرف باينا خورتا، تنبع من جبال العراق وتصب في نهر الخابور، وكانت مياهها باردة في الصيف ودافئة في الشتاء.
تقسم مقاطعة مركا هذه إلى مناطق أربعة هامة:
- سفسافا أو سفسف
- نحلا
- بيرتا
- طلانا.

## السكان
كانت المنطقة من أبرز معاقل كنيسة المشرق ومركز نسكيا من القرن السادس الميلادي. ومن أهم البطاركة الذين عاشوا في مركا هم إيشوعياب الثاني وإيشوعياب الثالث، ومن أهم الأديرة، دير بيت عابي.
أما جالية مركايي المنحدرين من قرية ليفو، وملا عرب، وميركه صورا، ونافكندالة، وشوادن، ودزي، وخربة صالح (جمبور) فهم أتول من منطقة مركا المتداخلة بين حدود العراقية التركية، ويفصلهما نهر يسمى (نيرا)، وقد نزحوا عنها هرباً من مذابح سيفو خلال الحرب العالمية الأولى. وفي تلك الفترة أي بحدود سنة 1922 نزح أهل مركا إلى قرية برسفي ومكثوا فيها 3 سنوات تقريبا ولم يتمكنوا من الحياة في تلك القرية نظراً لظروف المعيشة الصعبة، فنزحوا إلى ناحية القوش، بينما سكن قسم آخر في بيدة وعين سفني، وبقوا فيها 3 سنوات وبعد استقرار الوضع في شمال العراق وجنوب تركيا تركوا القوش متوجهين إلى زاخو لحنينهم إلى أرضهم الأصلية، إلى أن حل المطاف بهم في قرية ليغو، ونافكندالة، وملاعرب وميركاصورا، على أطراف زاخو، وسكن قسم آخر في قرية دزي، وخربة صالح، وكذلك أختار قسم من عوائل المركايي أن يعيشوا في قرى غير قراهم، وقد أختارت هذه العوائل من قرية بيرسفي وقرية هيزاوه وقرية بيدة منطقة سكناهم.
اعتمدت معيشة سكان مركا (المركاية) على الزراعة والصيد وتربية المواشي.
كان أهل هذه القرى يصطحبون عائلاتهم وحيواناتهم إلى مركا خلال فصل الصيف، لأن هذه القرى في فصل الصيف تكون قليلة المياه والخضار ولا يكفي لمرعى حيواناتهم بينما كانت مركا غنية بالمياه والخضار وأشجار الجوز. مكث السكان في هذه القرى حوالي 50 سنة إلى أن قامت الحكومة العراقية بترحيل أهالي هذه القرى وتدميرها فنزحوا إلى الجنوب نحو زاخو ودهوك والموصل وبغداد. ونتيجة للحروب والاضطرابات ولعدم استقرار الوضع في العراق هاجر أهل مركا إلى سوريا والأردن ولبنان وتركيا وبلدان أخرى طالبين اللجوء. يتواجد المركاية اليوم في أستراليا ونيوزلندا وأمريكا وكندا ودول عدة في أوروبا. عاد قسم كبير من المركاية إلى قراهم بعد بنائها وتعميرها مؤخراً.
يتكلم المركاية التابعين لهذه القرى اللهجة السينية، ويشترك معهم في هذه اللهجة كل من أهالي فيشخابور وأهالي عقرة. ويقال بوجود قرية آشورية في إيران يتكلم أهلها بالهجة السينية أيضاً، ولا يعرف مدى قرابة هؤلاء بعضهم بالبعض.